# International Computers Limited

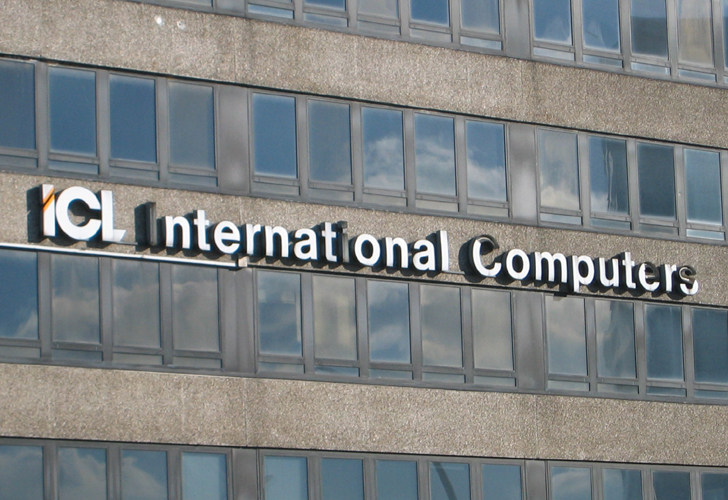

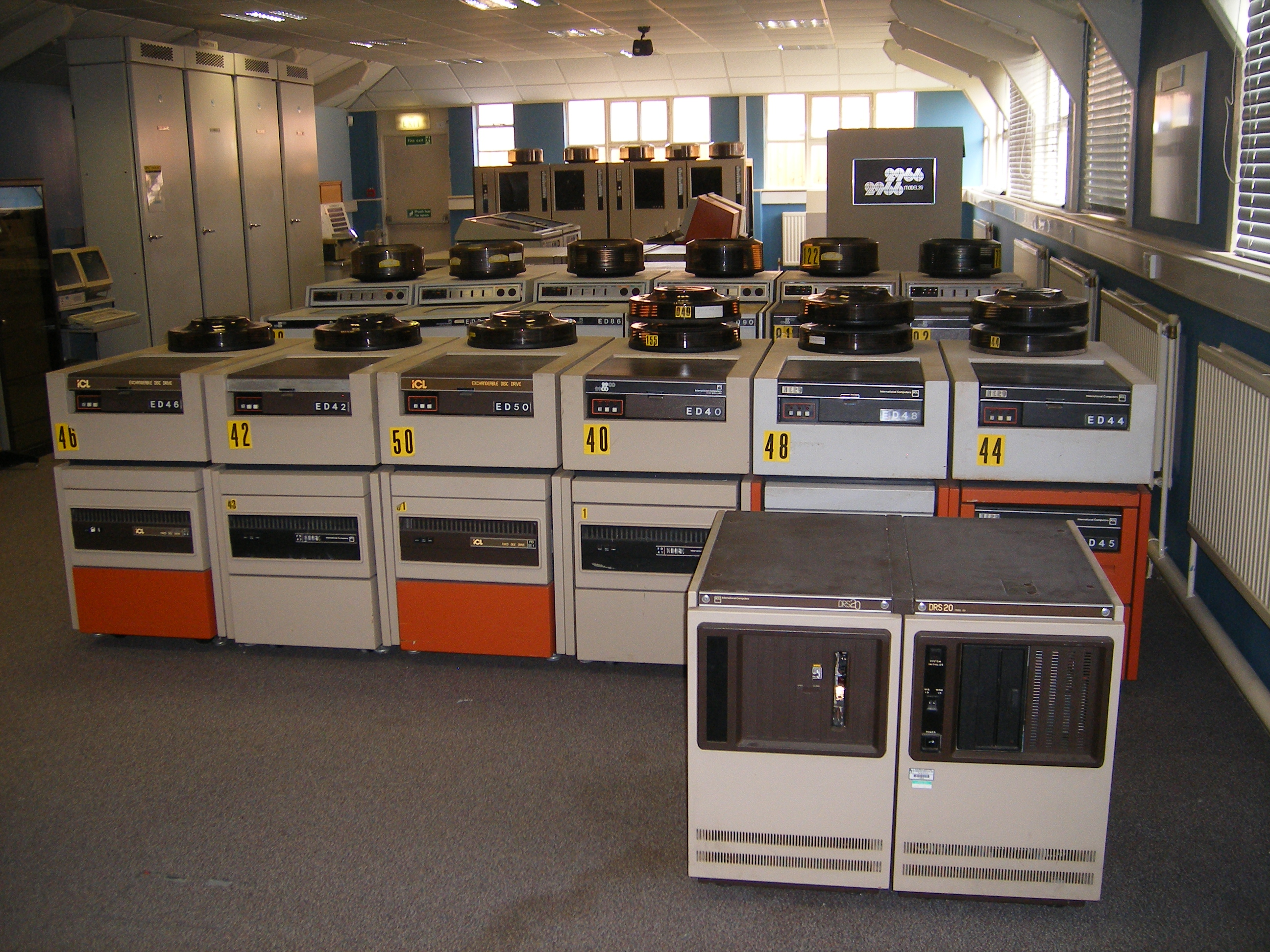
Обладнання ICL в комп'ютерному музеї

International Computers Limited або ICL — британська компанія з виробництва мейнфреймів, комп'ютерного обладнання, програмного забезпечення та комп'ютерних послуг, яка діяла з 1968 до 2002 року, коли була перейменована на честь материнської компанії Fujitsu. Найуспішнішою лінійкою продуктів компанії була серія ЕОМ ICL 2900.

## Історія
ICL була створена відповідно до закону про промисловість уряду Гарольда Вільсона. Ініціатором виступив Тоні Бенн, міністр технологій, передбачаючи створення британської комп'ютерної індустрії, яка могла б конкурувати з найбільшими світовими виробниками, такими, як IBM. Створення ICL стало останнім кроком у серії злиттів, які відбулися в галузі з кінця 1950-х років. Британський уряд отримав 10-процентну частку в компанії і надав $32,4 млн. науково-гранту.
Після злиття ICL успадкувала від своїх основних попередників дві основні лінії продуктів: від International Computers and Tabulators (ICT) — серію мейнфреймів ICT 1900, а від English Electric Computers (EEC) — EEC System 4, ряд клонів IBM System/360 сумісних мейнфреймів. До ICL також перейшла обширна тека замовлень від EEC, в той час як більша ICT боролася за виживання — можливо тому, що серія 1900 мала несумісну з іншими системами архітектуру, засновану на 24 розрядному слові і 6-бітному символі, а не 8-бітнному байті, який ставав нормою в комп'ютерній промисловості.
Нове керівництво вирішило, що виробництво ICT 1900 має бути припинене на користь System 4, але незабаром після цього скасувало рішення, ймовірно, через тиск з боку уряду Вільсона. Загалом, продовження випуску ICT 1900 негативно позначилось на становищі ICL, оскільки більшість користувачів мейнфреймів ICL знаходились у Великій Британії.
Загалом, мейнфрейми ICL експлуатувались у Великій Британії, а також в інших європейських країнах, а також у колишніх британських колоніях. На кінець 1990-х років компанія намагалась поширювати нові системи в більшості країн Європейського Союзу, а також в Малайзії, Гонконгу та Сінгапурі.

## Системне програмне забезпечення
Найбільш помітним продуктом розробленого в ICL системного програмного забезпечення стала система ICL VME (Середовище Віртуальної Машини) для мейнфреймів ICL. Розроблена в 1970-х роках (як VME/B, а потім VME 2900) для управління мейнфрейми серії ICL 2900, операційна система в даний час відома як OpenVME.

## ICL та комп'ютерна програма СРСР
При реалізації в СРСР програми «Ряд» по створенню лінійки уніфікованих сумісних ЕОМ (результатом якої стало створення серії ЄС ЕОМ) компанія ICL та машина ICL System 4 розглядались в СРСР як альтернатива самостійному створенню аналога IBM System/360 (схемотехнічні рішення в США виявились захищені патентним законодавством, а архітектура була відкритою для копіювання). ICL на відміну від IBM була готова передати до СРСР також і схемотехнічні рішення. Одним з прибічників співробітництва з ICL виступав М.К. Сулим. Ця пропозиція в СРСР прийнята не була.